# Friedhof Ober-Beerbach

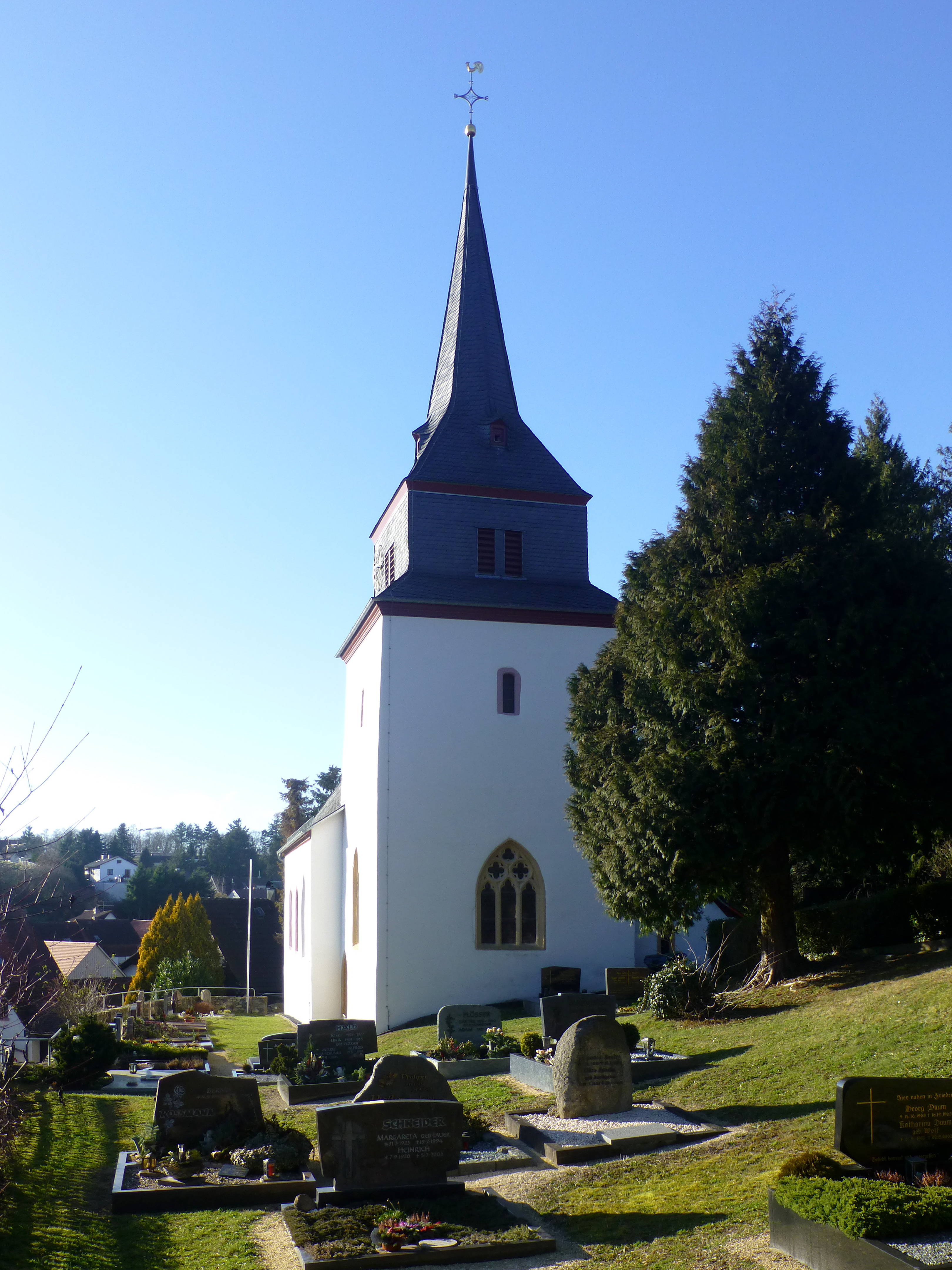
Evangelische Kirche und Friedhof (2022)

Der Friedhof Ober-Beerbach ist ein Friedhof in Ober-Beerbach in Hessen.
Der Friedhof befindet sich am Nordrand von Ober-Beerbach bei der evangelischen Kirche. Er ist in Hanglage und terrassenförmig angelegt. Aus architektonischen und ortsgeschichtlichen Gründen steht der Friedhof teilweise unter Denkmalschutz.